# Fernbedienbare Waffenstation

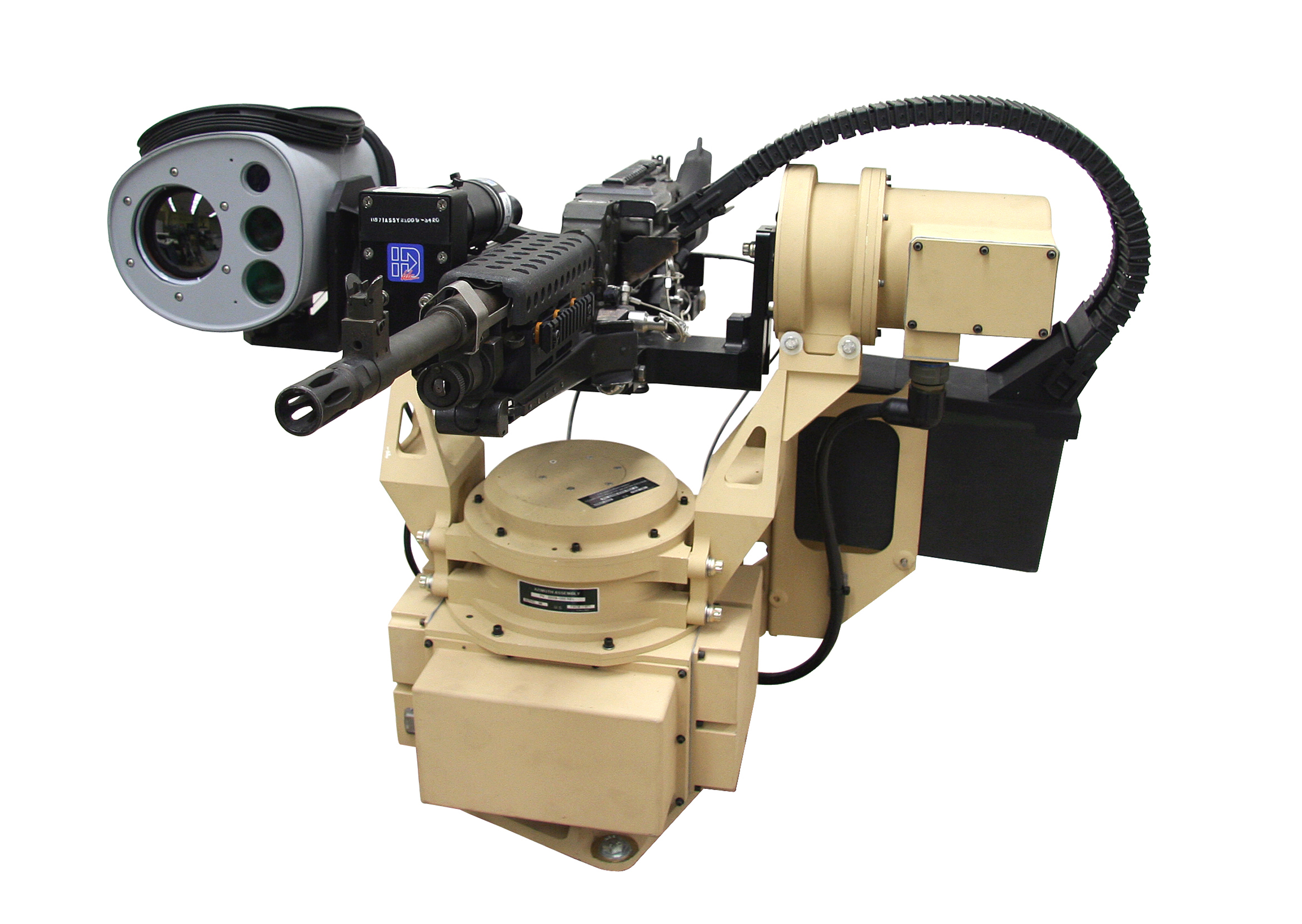
CROWS mit M240 Maschinengewehr

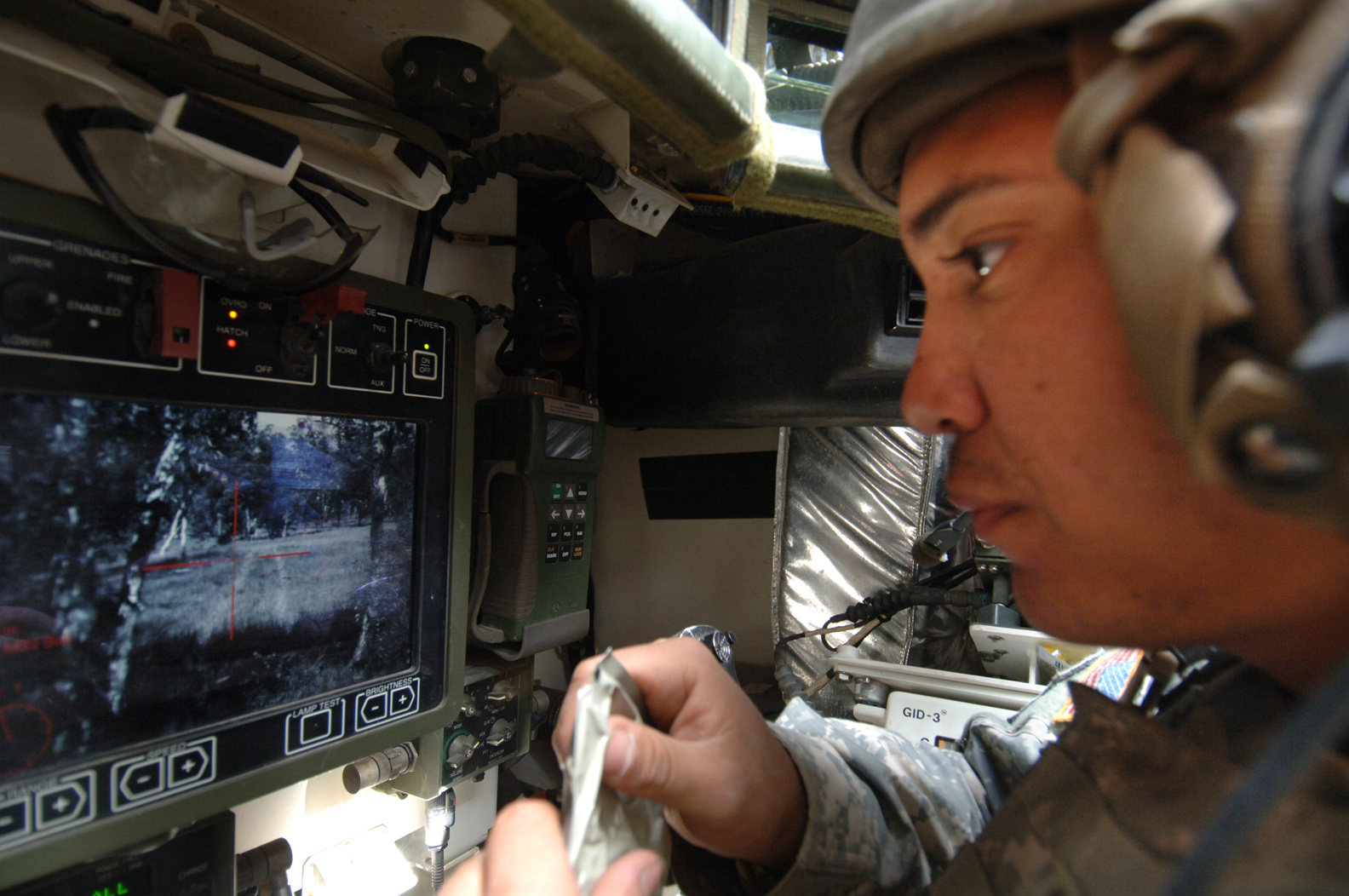
Richtschütze in einem Stryker

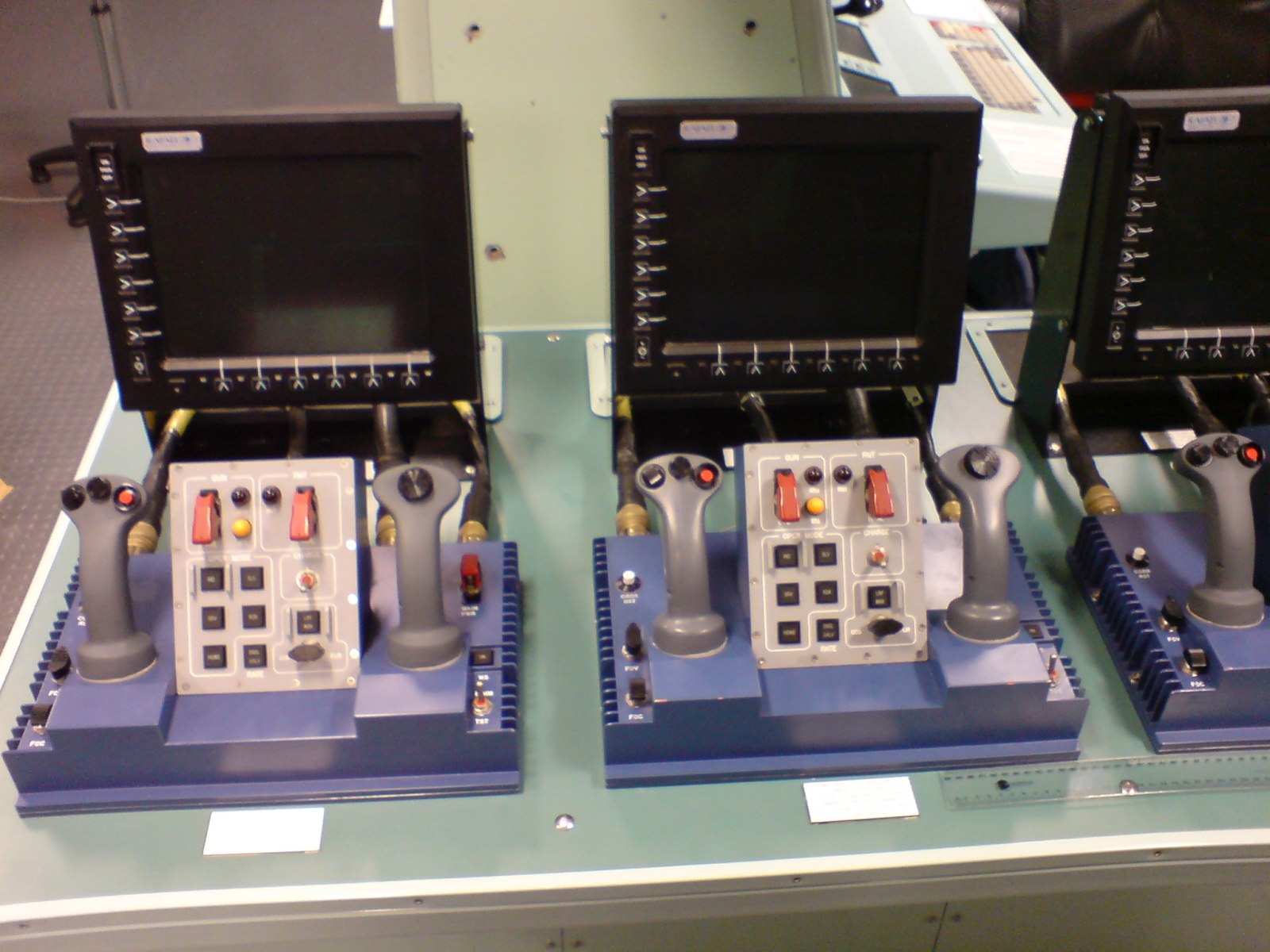
Maschinengewehr-Kontrollstation der israelischen Waffenstation "Typhoon" einer Fregatte der ANZAC-Klasse
(AUS/NZL)

Eine fernbedienbare Waffenstation (auch ferngesteuerte Waffenstation) ist ein leichtes Waffensystem, welches aus dem Inneren eines militärischen Fahrzeugs bedient wird. Die verbauten Waffen sind Maschinengewehre, automatische Granatwerfer oder leichte Flug- beziehungsweise Panzerabwehrlenkwaffen. Im Gegensatz dazu ist ein Geschützturm schwerer und nimmt auch ein größeres Geschütz auf.
Durch die Bauweise wird eine schwere gepanzerte Kuppel eingespart, und der Schütze muss trotzdem nicht das relativ geschützte Fahrzeuginnere durch eine Luke verlassen, um die Waffe bedienen zu können, wie es bei einer Drehringlafette der Fall ist. Bei mechanischen Waffenstationen schwenkt und richtet der Schütze die Waffe mit seiner Muskelkraft, bei elektrischen Waffenstationen besorgen das elektrische Motoren. Das Zielen geschieht entweder durch ein Periskop oder durch optoelektronische Sensoren (Tageslicht-Videokamera, Wärmebildkamera, Bildverstärker), die das Zielbild auf einen Bildschirm übertragen.
Zusätzlich kann die Waffenstation über weitere Ausstattungsmerkmale verfügen, zum Beispiel Waffenstabilisierung, um Ziele in voller Fahrt bekämpfen zu können, Laserentfernungsmesser mit einer automatischen Korrektur anhand der ballistischen Kurve, Scheinwerfer oder Nebelmittelwurfanlage.
Durch ihr geringes Gewicht können fernbedienbare Waffenstationen nachträglich/zusätzlich oder alternativ verbaut werden.
Beispiele
- HITROLE von Leonardo
- Protector M151 und Common Remotely Operated Weapon Station der Kongsberg Gruppen
- Krauss-Maffei Wegmann FLW von Krauss-Maffei Wegmann
- deFNder des belgischen Herstellers FN Herstal
- Samson Remote Controlled Weapon Station (RCWS) von Rafael
- FeWas von Dynamit Nobel
- Natter und Fieldranger von Rheinmetall[1]